# الکساندر پاپم

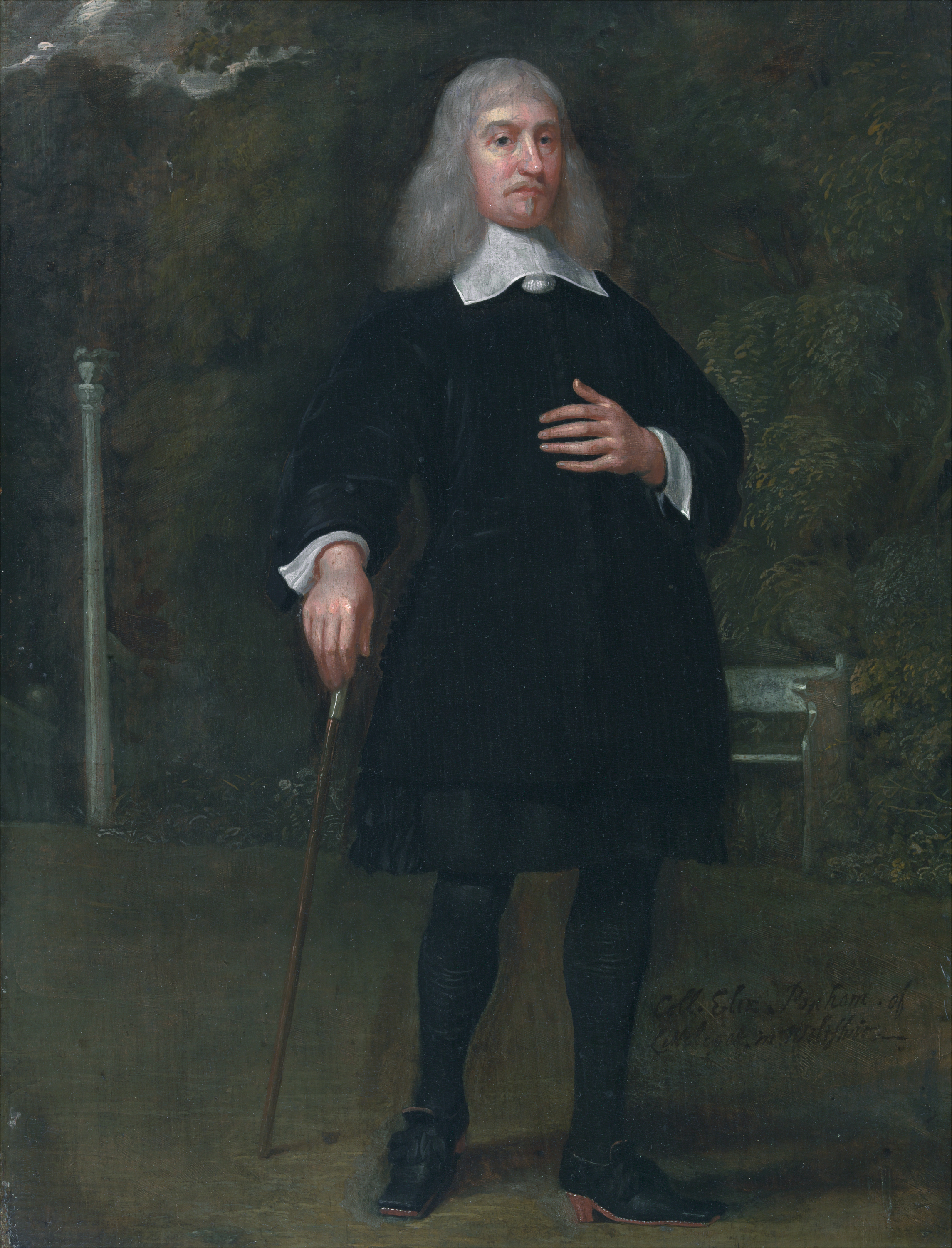
سرهنگ الکساندر پاپم، از لیتلکوت، ویلتشایر، نقاشی توسط آبراهام استافورست در حدود ۱۶۶۰ کشیده شده‌است.

الکساندر پاپم (انگلیسی: Alexander Poppam؛ ۱۶۰۵ – ۱۱۶۶۹) از لیتلکوت، ویلتشایر، سیاستمداری انگلیسی بود که بین سالهای ۱۶۴۰ تا ۱۶۶۹ در دوره‌های مختلف در مجلس عوام کرسی نمایندگی داشت. وی حامی جان لاک فیلسوف بود.

## اوایل زندگی
الکساندر پاپم، پسر سر فرانسیس  پاپم و آن گاردینر دادلی و نوه سر جان   پاپم در لیتلکوت هاوس در ویلتشایر به دنیا آمد. وی در کالج بالیول، آکسفورد تحصیل کرد. الکساندر پاپم، در سال ۱۶۲۲ در میدل تمپل پذیرفته شد.

## پیش از جنگ
وی پیش از جنگ داخلی از چهره‌های برجسته و عدالت‌خواه و صلح جو در سامرست بود. وی در آوریل ۱۶۴۰ به نمایندگی از حوزه انتخاباتی باث به عضویت مجلس عوام درآمد.

## جنگ داخلی
الکساندر پاپم، از یک خانواده پروتستان بود و خود از بزرگان کلیسا محسوب می‌شد. او از آرمان پارلمانی حمایت کرد و با درجه سرهنگی همراه با صفوف ارتش مجلس جنگید. وی در لیتلکوت هاوس، یک قرارگاه نظامی داشت. با این که پاپم، پروتستان بود اما در طول جنگ داخلی دوم با ارتش همدردی می‌کرد. همین امر باعث شد که او از پاکسازی‌های سال ۱۶۴۸، جان سالم بدر برد. پس از اعدام پادشاه چارلز اول توسط پارلمان و تشکیل شورای دولتی انگلیس که بعداً به شورای محافظ نیز معروف شد، الکساندر پاپم به خدمت شورا درآمد. در سال ۱۶۵۴ وی بار دیگر به نمایندگی مجلس انتخاب شد. وی در دوره بعدی نیز وارد مجلس عوام شد. اما حاضر به حمایت از جمهوری خواهان نبود؛ و کرسی مجلس عیان کرامول را در سال ۱۶۵۸ نپذیرفت.

## احیای سلطنت
در آوریل۱۶۶۰ الکساندر پاپم، بار دیگر در پارلمان کنوانسیون به عنوان نماینده مجلس انتخاب شد. پس از احیای سلطنت ، وی با چارلز دوم صلح کرد و از وی در یک ضیافت مجلل شام در لیتلکوت پذیرایی کرد. االکساندر پاپم، در سال ۱۶۶۱ مجدداً به عنوان نماینده حوزه انتخاباتی باث به مجلس راه یافت.

## خانواده
پاپم، بعد از مرگ برادر بزرگترش در سال ۱۶۳۷، وارث پدرش بود. او در سال ۱۶۴۴ اموال پدرش را به ارث برد. همسر اول الکساندر پاپم، در سال ۱۶۴۳ درگذشت. وی از همسر دوم خود صاحب ۸ فرزند شد. از فرزندان او ۳ پسر و ۳ دختر به سن بزرگسالی رسیدند.